# Дубска църква
Дубската дървена църква (на сръбски: Црква брвнара у Дубу) е дървена църква в село Дуб край Баина Баща, западна Сърбия. Построена през 1792 година, тя е сред най-старите и представителни образци на типичен местен стил дървени църковни сгради. Обявена е за паметник на културата с изключително значение.